# Donnell Harvey
Donnell Eugene Harvey (ur. 26 sierpnia 1980 w Shellman) – amerykański koszykarz, występujący na pozycjach niskiego lub silnego skrzydłowego.
W 1999 został wybrany najlepszym zawodnikiem amerykańskich szkół średnich (USA Today High School Boys' Basketball Player of the Year Award, Naismith Prep Player of the Year Award) oraz stanu Georgia (Georgia Mr. Basketball). W tym samym roku został zaliczony do I składu Parade All-American i USA Today, a w 1998 do IV składu. Wystąpił też w meczu gwiazd amerykańskich szkół średnich McDonald’s All-American, podczas którego wygrał też konkurs wsadów. 
W 2007 występował w letniej lidze NBA, w Las Vegas i Salt Lake City, reprezentując San Antonio Spurs.

## Osiągnięcia
Na podstawie, o ile nie zaznaczono inaczej.
NCAA
- Wicemistrz NCAA (2000)
- Mistrz sezonu regularnego konferencji Southeastern (SEC – 2000)
- Zaliczony do I składu najlepszych pierwszorocznych zawodników konferencji SEC (2000)

Indywidualne
(* – nagrody przyznane przez portal asia-basket.com)
- MVP sezonu chińskiej ligi CBA (2009)*[3]
- Najlepszy:
  - zagraniczny zawodnik CBA (2009)*[3]
  - skrzydłowy CBA (2009)*[3]
- Zaliczony do I składu[3]:
  - CBA (2009)*
  - najlepszych zagranicznych zawodników CBA (2009)*
- Uczestnik meczu gwiazd CBA (2009)[3]
- Lider CBA w:
  - zbiórkach (2012, 2013)[4][5]
  - dunkach (2009)